# Annemieke Fokke
Annemieke Fokke, född den 4 november 1967 i Heemstede, Nederländerna, är en nederländsk landhockeyspelare.
Hon tog OS-brons i damernas landhockeyturnering i samband med de olympiska landhockeytävlingarna 1988 i Seoul.